# Lorenz Jacob Kuhn
Lorenz Jacob Kuhn (* 1884 in Helenendorf, Aserbaidschan; † 1942) war ein aserbaidschanischer Politiker deutscher Abstammung. Er war Mitglied des Nationalkomitees der Kaukasusdeutschen und Abgeordneter im Parlament der Demokratischen Republik Aserbaidschan. Lorenz Kuhn war mit Lena Hummel verheiratet.
1918 erhielt Lorenz Kuhn als Vertreter der deutschen Minderheit ein Mandat im damaligen aserbaidschanischen Nationalrat, der am 19. November 1918 mit 120 Parlamentssitzen gebildet worden war. Er war Leiter der Agrarkommission im aserbaidschanischen Parlament. Seine Mitarbeit im aserbaidschanischen Parlament und speziell in der Agrarkommission schien eine Interessenvertretung der deutschen Kolonien zu unterstreichen.
Vor dem Zweiten Weltkrieg war die Zeit für die deutsche Kolonisten, besonders für die Mitgliedern der Gemeine und Politikern, durch Repressionen, Verhaftungen und Deportationen gekennzeichnet. Es erfolgt eine gewaltsame Russifizierung und Armenisierung Helenendorfs. 1938 wurde Lorenz Jacob Kuhn vom Volkskommissariat für innere Angelegenheiten der Russischen Sozialistischen Föderativen Sowjetrepublik verhaftet.
1941 wurden alle deutschen Ortschaften in Aserbaidschan von Stalin geräumt und die Bevölkerung über Gəncə und Baku per Schiff nach Krasnowodsk, heute Türkmenbashy, und weiter nach Zentralasien deportiert. 1942 starb Lorenz Kuhn in der Verbannung.